# Antidesma excavatum
Antidesma excavatum är en emblikaväxtart som beskrevs av Friedrich Anton Wilhelm Miquel. Antidesma excavatum ingår i släktet Antidesma och familjen emblikaväxter.

## Underarter
Arten delas in i följande underarter:
- A. e. excavatum
- A. e. indutum